# Eparchie Mississauga
Die Eparchie Mississauga ist eine in Kanada gelegene Diözese der syro-malabarischen Kirche mit Sitz in Mississauga, Ontario.

## Geschichte
Die Eparchie wurde am 6. August 2015 durch Papst Franziskus als Apostolisches Exarchat für die in Kanada lebenden syro-malabarischen Gläubigen errichtet. Zum ersten Exarch wurde Jose Kalluvelil ernannt. Am 22. Dezember 2018 erhob Papst Franziskus das Exarchat in den Rang einer Eparchie und ernannte den bisherigen Exarchen zu deren erstem Diözesanbischof.